# Bitter von Raesfeld (Domherr, † 1557)
Bitter von Raesfeld (* im 16. Jahrhundert; † im 16. Jahrhundert) war Domherr in Münster.

## Leben
Bitter von Raesfeld entstammte dem westfälischen Adelsgeschlecht von Raesfeld, aus dem zahlreiche namhafte Persönlichkeiten hervorgegangen sind und dem katholischen Glauben angehörten. Er war der Sohn des Adolf von Raesfeld zu Ostendorf und dessen Gemahlin Ermgard vom Schencking zu Bevern. Sein älterer Bruder Goswin († 1585) war Dompropst in Münster. Bitter wurde am 21. Februar 1556 durch den Domherrn Bernhard Korff gen. Schmising für die Dompräbende des Adrian von Ense präsentiert. Er starb vor dem 18. Februar 1557, denn an diesem Tage wurde Hermann von Diepenbrock für die freie Präbende präsentiert.